# Tracie Ruiz
Tracie Lehuanani Ruiz-Conforto (Honolulu, 4 febbraio 1963) è una sincronetta statunitense, nota per essere stata la prima atleta a vincere una medaglia d'oro al debutto del nuoto sincronizzato tra gli sport olimpici durante le Olimpiadi di Los Angeles 1984. In quella edizione inaugurale, oltre ad avere vinto l'oro nel singolo, vinse anche l'oro nel duo insieme a Candy Costie.
Nel 1993 è stata introdotta nell'International Swimming Hall of Fame.

## Carriera
Già vincitrice di medaglie d'oro in precedenza ai Giochi panamericani e ai campionati mondiali, nel 1984 Tracie Ruiz si impose nel singolo e nel duo durante il debutto del nuoto sincronizzato tra gli sport olimpici. Nel singolo prevalse sulla canadese Carolyn Waldo, la quale però si rifece nella successiva edizione di Seoul 1988 relegando la Ruiz al secondo posto. L'eleganza, grazia e forza di Tracie Ruiz furono la perfetta combinazione necessaria per il lancio di questo sport.
Si ritirò dalla carriera agonistica dopo Seoul 1988.

## Palmarès
- Giochi olimpici

Los Angeles 1984: oro nel singolo e nel duo.
Seoul 1988: argento nel singolo.
- Campionati mondiali di nuoto

1982 - Guayaquil: oro nel singolo e nelle figure.
- Giochi panamericani

1979 - San Juan: oro nella gara a squadre.
1983 - Caracas: oro nel singolo e nel duo.
1987 - Indianapolis: oro nel singolo e nel duo.